# Красный Кармыш
Красный Кармыш — деревня в Зеленодольском районе Татарстана. Входит в состав Бишнинского сельского поселения.

## География
Находится в западной части Татарстана на расстоянии приблизительно 24 км по прямой на восток-северо-восток по прямой от районного центра города Зеленодольск.

## История
Основана в 1930-х годах.

## Население
Постоянных жителей было: в 1938 — 141, в 1949 — 250, в 1958 — 150, в 1970 — 156, в 1979 — 131, в 1989 — 53, в 2002 — 47 (татары 98 %), 25 — в 2010.